# Jekaterina Savčenko
Jekaterina Aleksandrovna Savčenko (3. lipnja 1977.) je ruska atletičarka. Natječe se u disciplini skok u vis. Osobni rekord joj je preskočenih 200 cm, koje je prvi puta preskočila u Dudelangeu, srpnja 2007. godine. Najveći uspjeh dosadašnje karijere joj je osvajanje 4. mjesta na svjetskom atletskom dvoranskom prvenstvu u Moskvi 2006. godine.